# Thomas Wenzler
Thomas Wenzler (* 1962 in Köln) ist ein deutscher Jurist (Fachanwalt für Steuerrecht) und Fachbuchautor.

## Leben
Nach dem Abitur studierte Wenzler von 1981 bis 1987 Rechtswissenschaften an der Universität zu Köln. Seine Referendarszeit absolvierte er in Aachen, Köln, Frankfurt und New York. Nach dem zweiten juristischen Staatsexamen im Januar 1991 erfolgte seine Zulassung zum Rechtsanwalt. In den Jahren 1991 bis 1993 sammelte er weitere internationale Berufserfahrungen unter anderem bei Freshfields Bruckhaus Deringer, einer der weltweit größten Anwaltssozietäten. Anschließend war er bis 1996 für die Kölner Rechtsanwalt Sozietät Cornelius Bartenbach Haesemann & Partner tätig. Seit 1996 ist Wenzler als Anwalt selbständig und trägt die Fachanwaltsbezeichnung Fachanwalt für Steuerrecht. Von März 2014 bis April 2016 war er als Geschäftsführender Partner im Bereich Rechtsberatung für die PMPG-Steuerberatungsgesellschaft tätig. Seit Mai 2016 ist Thomas Wenzler als Einzelanwalt mit Büros in Köln und Meckenheim tätig.
Neben seiner Anwaltstätigkeit veröffentlicht Wenzler regelmäßig Beiträge in Fachzeitschriften wie Praxis Steuerstrafrecht, AO Steuerberater und dem Steueranwaltsmagazin und ist als Gastdozent an der Bundesfinanzakademie und an der DeutschenAnwaltAkademie tätig. Im Fernsehen war er unter anderem in der Maybrit-Illner-Talkshow zu Gast.
Überregional wurde Wenzler ab 2013 als Experte für Steuerhinterziehung, Selbstanzeige und zum Thema Paradise Papers sowie durch seine kritischen Anmerkungen im Steuerfall Uli Hoeneß und Alice Schwarzer bekannt und war als Rechtsexperte im ZDF Dokudrama von Juan Moreno, Annette Ramelsberger, Johanna Behre (Drehbuch), Christian Twente (Regie) Uli Hoeneß – Der Patriarch. zu sehen.

## Schriften
- Die Selbstanzeige – Ratgeber Steuerstrafrecht, Gabler Verlag 2010. ISBN 978-3-8349-2263-2
- gemeinsam mit Markus Rübenstahl: Die Selbstanzeige – Ratgeber Steuerstrafrecht, 2. erw. Auflage, Springer 2015, ISBN 978-3658035501
- Steuerstrafrecht : Kommentar, Carl Heymanns Verlag 2011. ISBN 978-3-452-27533-2
- Zulässigkeit und Voraussetzungen der „gestuften“ Selbstanzeige – Anmerkungen zum Beschluss des Bundesgerichtshofs vom 16. Juni 2005 zu 5 StR 118/05 und zu Nr. 120 AStBV 2004, Steueranwaltsmagazin 2005
- Sperrwirkung nach § 371 Abs. 2 Nr. 1 a AO bei rechtswidriger Prüfungsanordnung, Praxis Steuerstrafrecht 2006
- Zur Bestimmtheit und Begründung von Haftungsbescheiden – eine Handlungsempfehlung, AO Steuerberater 2006
- Die Pflicht zur umfassenden Sachverhaltserforschung der Steuerfahndung, AO Steuerberater 2006
- Kontenabfrage in Europa, Praxis Steuerstrafrecht 2006
- Rechtsbehelfe gegen nicht ordnungsgemäß begründete Durchsuchungsbeschlüsse, AO Steuerberater 2006
- Kontenabfrage in Österreich durch deutsche Finanzbehörden? Das Urteil des VGH der Republik Österreich vom 26. Juli 2006", AO Steuerberater 2006
- Schätzung, Verjährung und Verzinsung bei Selbstanzeige, Praxis Steuerstrafrecht 2007
- Prävention im Steuerstrafrecht – Straffreiheit durch Selbstanzeige, Steueranwaltsmagazin 2007
- Checkliste „Verhaltensregeln für die Selbstanzeigenberatung“, Praxis Steuerstrafrecht 2007
- § 371 Abs. 3 AO bei Insolvenz des Selbstanzeigenerstatters – Insbesondere bei unterbliebener Inanspruchnahme eines Haftungsschuldners, AO-Steuerberater 2007
- Zur Zuständigkeit des Hauptzollamts nach § 23 Abs. 3 AO, AO-Steuerberater 2008
- Existenzgefährdende Insolvenzanträge des FA – Wie lässt sich Rechtsschutz herbeiführen?, AO-Steuerberater 2008
- Strafzumessung bei Steuerhinterziehung, Besprechung des Urteils des Bundesgerichtshofs vom 2. Dezember 2008, 1 StR 416/08, AO-Steuerberater 2009
- Zahlungsverjährung – Unterbrechung der Frist durch Abrechnungsbescheid?, AO-Steuerberater 2009
- Abrechnungsbescheid und Zahlungsverjährungsunterbrechung – Besprechung der Entscheidung des Bundesfinanzhofs vom 4. August 2009 zu VII B 16/09, AO-Steuerberater 2009
- Selbstanzeige steht vor der Reform, Besprechung der Reformvorschläge von Bundestagsparteien und -fraktionen, AO-Steuerberater 2010
- Kapitel zur Haftung in: Tax Compliance : Prävention – Investigation – Remediation – Unternehmensverteidigung; (Hrsg.) Markus Rübenstahl und Jesco Idler; C.F. Müller Verlag, Heidelberg, 2018. ISBN 978-3-8114-4657-1